# Åkerballongspindel
Åkerballongspindel (Oedothorax agrestis) är en spindelart som först beskrevs av John Blackwall 1853.  Åkerballongspindel ingår i släktet Oedothorax och familjen täckvävarspindlar. Arten är reproducerande i Sverige. Utöver nominatformen finns också underarten O. a. longipes.